# Руско-византијски рат (941)
Руско-византијски рат 941. године или опсада Цариграда 941. године четврти је ратни сукоб Византијског царства и Кијевске Русије. Завршен је победом Византинаца.

## Рат
Русијом је владао кијевски кнез Игор. Он је покренуо поход на Цариград у намери да га освоји и опљачка. Подстрек за покретање напада на Византију пружили су му Хазари настојећи се осветити византијском цару Роману I Лакапину због прогона Јевреја. Руси су одабрали добар повод за напад, с обзиром да је главнина византијске војске била заузета ратовима са Арапима у Егејском мору и Малој Азији. Маја те године, Руси се искрцавају на северну обалу Мале Азије и пустоше Битинију. Лакапин је успео одбранити Цариград са само 15 бродова који су били опремљени грчком ватром. Руска флота је напустила Босфор и отишла ка западу где је пљачкала обале Тракије. На повратку је, међутим, уништена од стране флоте коју је предводио Варда Фока Старији и Јован Куркуас. Кнез Игор се спасао и побегао на север.
Упркос поразу, Руси 944. године покрећу још један поход на Цариград који је избегнут пристанком византијског цара на плаћање данка.